# العصايد
قرية العصايد هي إحدى القرى التابعة لمركز ديرب نجم في محافظة الشرقية في جمهورية مصر العربية. حسب إحصاءات سنة 2006، بلغ إجمالي السكان في العصايد 7545 نسمة، منهم 3911 رجل و3634 امرأة.

## التاريخ
قرية العصايد من القرى القديمة، حيث وردت «العصايد» في أعمال الشرقية ضمن قرى الروك الصلاحي التي أحصاها ابن مماتي في كتاب قوانين الدواوين، كما وردت باسم «العصائد» في أعمال الشرقية ضمن قرى الروك الناصري التي أحصاها ابن الجيعان في كتاب «التحفة السنية بأسماء البلاد المصرية». وفي العصر العثماني وردت «العصايد» في التربيع العثماني الذي أجراه الوالي العثماني سليمان باشا الخادم في عصر السلطان العثماني سليمان القانوني ضمن قرى ولاية الشرقية، وفي تاريخ 1228هـ/1813م الذي عدّ قرى مصر بعد المسح الذي قام به محمد علي باشا باسم «العصايد» ضمن قرى مديرية الدقهلية التي انتقلت تبعية القرية إليها، ثم عادت حديثًا إلى محافظة الشرقية.